# آرکادیوش گوواتسکی
آرکادیوس گلوواسکی (لهستانی: Arkadiusz Rafał Głowacki؛ زادهٔ ۱۳ مارس ۱۹۷۹) یک بازیکن فوتبال اهل لهستان است.
وی همچنین در تیم ملی فوتبال لهستان بازی کرده‌است.